# Michael Bloomberg
Michael Rubens Bloomberg (Boston, 14 febbraio 1942) è un imprenditore, politico, filantropo e scrittore statunitense,  cofondatore e proprietario della società di servizi finanziari, software e mass media che porta il suo nome, Bloomberg LP, di cui è stato CEO dal 1981 al 2001 e di nuovo dal 2014 al 2023. È stato il 108° sindaco di New York City per tre mandati, dal 2002 al 2013, e candidato alla nomination democratica del 2020 per la presidenza degli Stati Uniti.
Secondo Forbes, a maggio 2025, il patrimonio netto stimato di Bloomberg era di 104,7 miliardi di dollari, rendendolo il 18° individuo più ricco del mondo. Bloomberg, che ha firmato il The Giving Pledge, ha donato 17,4 miliardi di dollari per cause filantropiche nel corso della sua vita. Democratico per tutta la vita prima di cercare una carica elettiva, Bloomberg ha cambiato la sua registrazione di partito nel 2001 per candidarsi a sindaco di New City come Repubblicano. Eletto nelle elezioni comunali del 2001, ha poi vinto una seconda volta nel 2005. Due anni più tardi ha lasciato il Partito Repubblicano, ha terminato il mandato come indipendente, ha vinto un terzo mandato, quindi è ritornato nel Partito Democratico per candidarsi nel 2020 alla nomination democratica per la presidenza Usa. Ottenendo solo 61 delegati. Bloomberg ha autofinanziato la sua candidatura con 935 milioni di dollari, un record che lo ha reso il primo individuo nella storia degli Stati Uniti ad aver speso così tanta per una campagna elettorale..
Nel 2024, Bloomberg ha ricevuto la Medaglia presidenziale della libertà dal presidente Joe Biden.

## Biografia

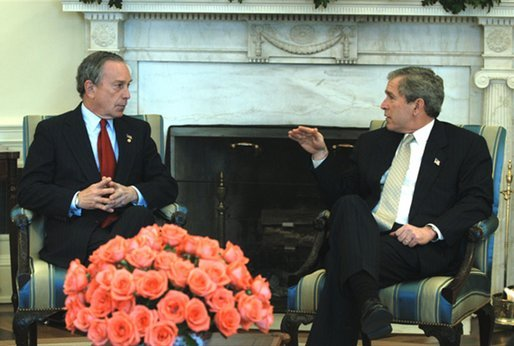
Michael Bloomberg con il presidente degli Stati Uniti George Walker Bush nel 2003.

Bloomerg è nato il 14 febbraio 1942 al St.Elizabeth's Hospital, nel quartiere di Brighton a Boston, da William Henry Bloomberg (1906-1963), un contabile di un'azienda lattiero-casearia, e Charlotte (nata Rubens) Bloomberg (1909-2011). Suo padre non ha mai guadagnato più di 6.000 dollari all'anno. William Henry Bloomberg morì improvvisamente quando suo figlio era al college. Il Bloomberg Center della Harvard Business School è stato chiamato in onore di William Henry. La famiglia di Bloomberg è ebrea, e lui è membro del Tempio Emanu-El a Manhattan. Il nonno paterno di Bloomberg, il rabbino Alexander "Elick" Bloomberg, era un ebreo polacco. Il nonno materno di Bloomberg, Max Rubens, era un immigrato ebreo lituano proveniente dall'attuale Bielorussia, e sua nonna materna era nata a New York da genitori ebrei lituani.

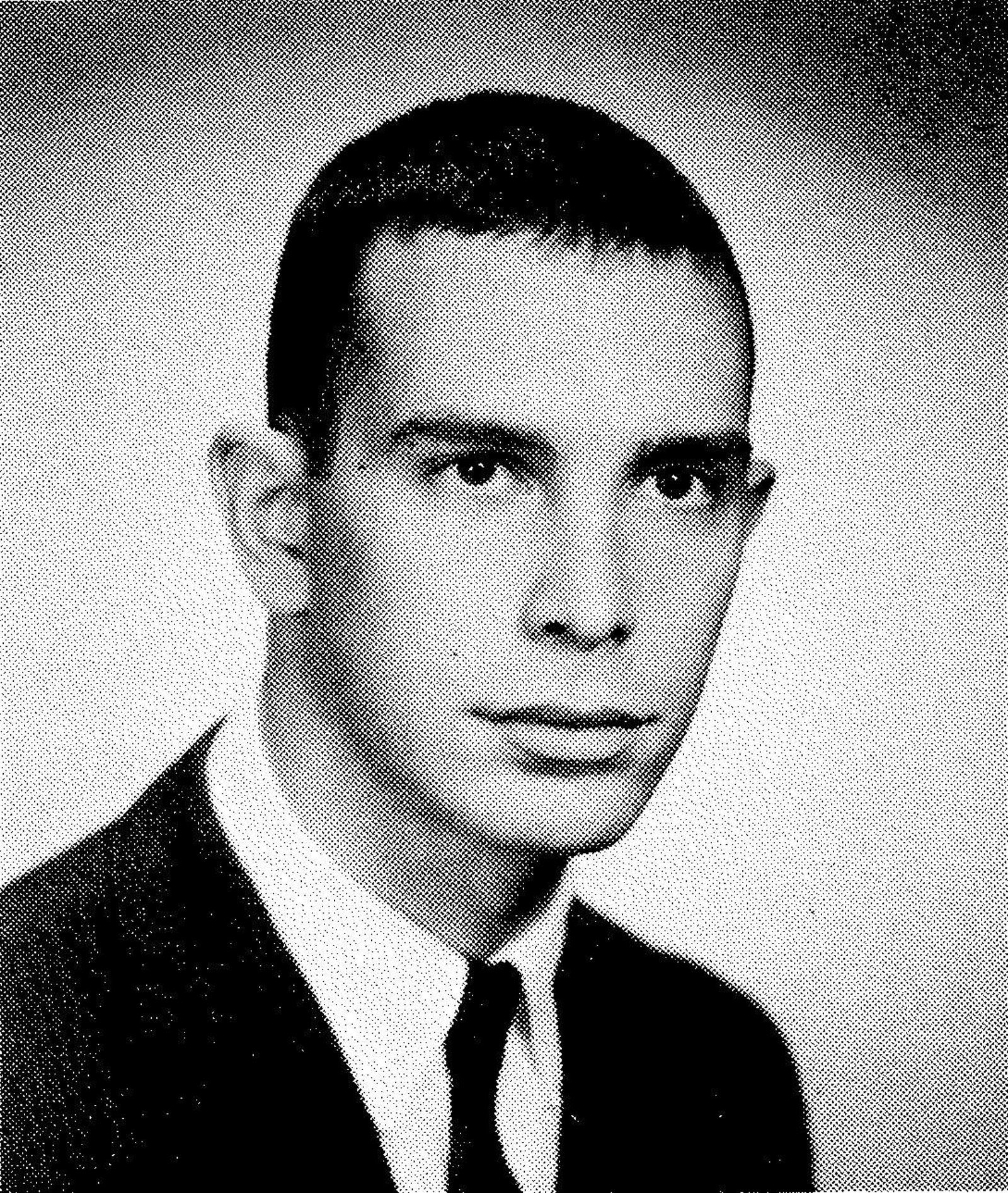
Bloomberg alla Johns Hopkins University nel 1964

La famiglia visse ad Allston fino a quando lui ha avuto due anni, quindi a Brookline, Massachusetts, per altri due anni, stabilendosi infine nel sobborgo di Boston di Medford, Massachusetts, dove Bloomberg visse fino a dopo la laurea. Bloomberg si diplomò alla Medford High School nel 1960. Ha frequentato la Johns Hopkins University di Baltimora e, mentre era lì, ha costruito il costume da ghiandaia blu per la mascotte dell'università. Si è laureato nel 1964 in ingegneria elettrica. Nel 1966 ha conseguito all'Harvard Business School un Master in Business Administration (MBA).

### Attività professionale
Nel 1973 Bloomberg è diventato socio accomandatario di Salomon Brothers, una banca d'investimento di Wall Street, dove ha diretto il trading azionista e, successivamente, lo sviluppo di sistemi. Nel 1981 Salomon Brothers è acquistata da Phibro Corporation e Bloomberg viene licenziato. Usando i soldi (10 milioni di dollari) avuti come partner della banca di investimento ceduta, Bloomberg ha fondato una società chiamata Innovative Market Systems. Il suo piano aziendale si basava sulla consapevolezza che Wall Street (e la comunità in generale) era disposta a pagare per informazioni commerciali di alta qualità, fornite il più rapidamente possibile e in quante più forme utilizzabili possibili, tramite la tecnologia (ad esempio, grafici di tendenze specifiche).
Nel 1982 Merrill Lynch diventa il primo cliente della nuova società, installando 22 terminali Market Master e investendo 30 milioni di dollari nella società che è stata ribattezzata Bloomberg LP nel 1987. Nel 1990 aveva già installato 8.000 terminali. Nel corso degli anni sono stati poi lanciati prodotti accessori tra cui Bloomberg News, Bloomberg Message e Bloomberg Tradebook. Già nel 2010 la rivista Forbes aveva classificato Michael Bloomberg al decimo posto tra i 400 uomini più ricchi d'America con un patrimonio stimato di 18 miliardi di dollari. Nell'ottobre 2015 l'azienda aveva in tutto il mondo oltre 325.000 abbonati ai terminal.
La società di Bloomberg possiede anche una rete di radio tra cui quella più importante, la radio di New York (1130 WBBR AM). Bloomberg ha lasciato la posizione di CEO quando si è candidato a sindaco di New York. Al suo posto è subentrato Lex Fenwick e in seguito Daniel L. Doctoroff.
Dopo aver completato il suo ultimo mandato come sindaco di New York, Bloomberg ha trascorso i suoi primi otto mesi fuori sede dedicandosi a tempo pieno alla filantropia. Nell'autunno 2014 ha annunciato il suo ritorno in azienda come CEO succedendo a Doctoroff. Ha scritto anche un'autobiografia, con l'aiuto del caporedattore di Bloomberg, Matthew Winkler, intitolata Bloomberg da Bloomberg.

### Attività politica

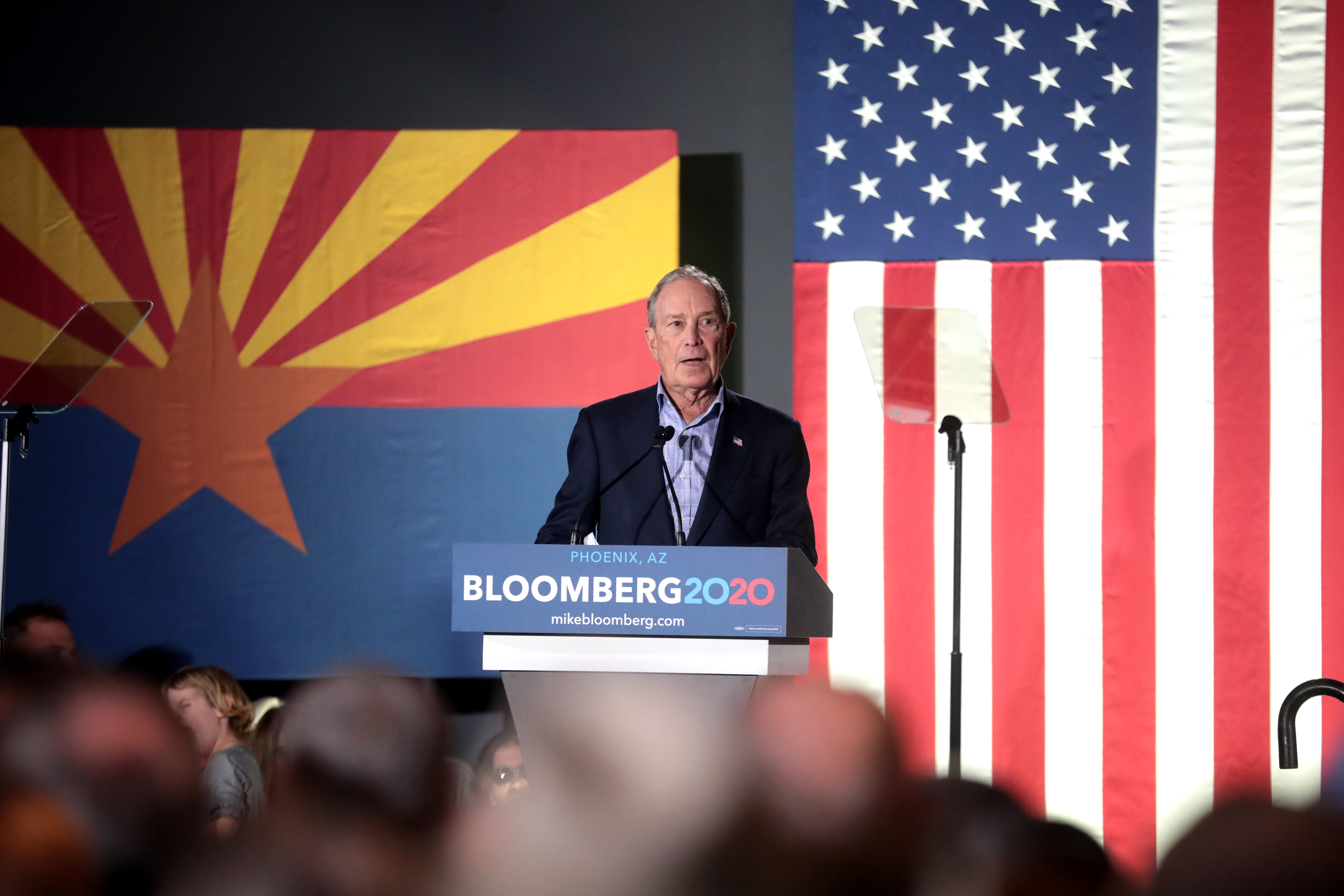
Raduno di Michael Bloomberg al Warehouse 215 al Bentley Projects di Phoenix in vista della campagna presidenziale il 1º febbraio 2020.

Bloomberg è considerato un personaggio particolarmente atipico nel panorama politico statunitense: infatti, quando ancora apparteneva al Partito Repubblicano veniva considerato da molti un repubblicano liberale, a causa delle sue idee favorevoli all'aborto e alla legalizzazione del matrimonio tra persone dello stesso sesso, molto più vicine agli ideali democratici. Infatti prima della sua elezione a sindaco apparteneva al Partito Democratico, e vi è ritornato nel 2018.
È stato eletto sindaco nel 2001 come successore di Rudolph Giuliani, anche grazie ad una imponente campagna elettorale, sconfiggendo di misura l'avversario, Mark J. Green. Bloomberg nel 2005 è stato rieletto con un margine del 20% sull'avversario democratico Fernando Ferrer. Il 19 giugno 2007 ha annunciato di aver lasciato il Partito Repubblicano ed essere così indipendente. Nell'autunno del 2008 ha chiesto e ottenuto un voto del consiglio comunale di New York che abolisse la limitazione di due mandati consecutivi per un sindaco.
Si è quindi ripresentato alle elezioni del 3 novembre 2009, uscendone riconfermato sindaco con il 50,6% dei voti, battendo il candidato democratico Bill Thompson che ha ottenuto il 46%. Il 1º gennaio 2010 ha avuto quindi inizio il suo terzo mandato. Per tutta la durata dei suoi mandati, Bloomberg non ha risieduto nella tradizionale residenza del sindaco della città, ovvero a Gracie Mansion, bensì nel suo appartamento nell'Upper East Side, ed era noto per il fatto che raggiungeva quotidianamente il Municipio in metropolitana. Il 1º novembre 2012 ha annunciato il suo appoggio alla rielezione di Barack Obama.
Il 23 gennaio 2016, il The New York Times riporta che Bloomberg potrebbe candidarsi come indipendente alle elezioni per il Presidente degli Stati Uniti nel 2016, mettendo a disposizione della sua campagna oltre un miliardo di dollari di tasca sua. La decisione di Bloomberg sarebbe dovuta alla peggiore campagna elettorale delle primarie nella storia d'America, secondo l'ex sindaco di New York, fatta solo di insulti personali e idee folli che "umiliano il popolo americano", che rischiano di fare prevalere due candidati estremisti in entrambi gli schieramenti, da una parte il "socialista" senatore del Vermont Bernie Sanders tra i Democratici e dall'altra parte il miliardario radicale newyorkese Donald Trump tra i Repubblicani. La candidatura di Bloomberg avrebbe costituito la terza di un candidato indipendente di peso, dopo quelle del 1992 e 1996 del miliardario texano Ross Perot.
L'8 marzo 2016, con la ripresa di Hillary Clinton tra i Democratici, annuncia che non si candiderà. Tale decisione è frutto della constatazione che un candidato indipendente non potrebbe vincere e invece rischierebbe di favorire la vittoria di Donald Trump o del senatore ultraconservatore del Texas della destra evangelica dei Tea Party Ted Cruz. Dopo avere annunciato nell'ottobre 2018 di essersi iscritto al Partito Democratico pur avendone fatto parte nel 2001, il 5 marzo 2019 Bloomberg rinuncia a candidarsi alle elezioni presidenziali del 2020. Dichiara: "Penso che avrei battuto Donald Trump, ma sono consapevole delle difficoltà di vincere la nomination democratica in un campo così affollato". Dice anche che non è intenzionato a farsi da parte nella battaglia contro Trump ("Una minaccia per il paese") ed invita il Partito Democratico a non spostarsi su posizioni "estremiste".. La sua rinuncia viene annunciata poche ore dopo quella di Hillary Clinton. Il 24 novembre annuncia tuttavia di volersi candidare alle primarie del Partito Democratico per l’elezione del candidato alla presidenza USA.

### Candidatura alle primarie democratiche 2020

Logo della campagna elettorale di Michael Bloomberg.

Il 24 novembre 2019 annuncia la sua candidatura alle primarie democratiche per l'elezione del candidato alla presidenza degli Stati Uniti, nonostante pochi mesi prima avesse smentito tale ipotesi.
La campagna di Bloomberg ha sofferto della sua prestazione poco brillante in due dibattiti televisivi. Quando Bloomberg partecipò al suo primo dibattito presidenziale, Elizabeth Warren lo sfidò a liberare le donne dagli accordi di non divulgazione relativi alle loro accuse di molestie sessuali alla Bloomberg LP. Warren ha continuato il suo attacco nel secondo dibattito della settimana successiva. Altri hanno criticato Bloomberg per la sua ricchezza, per le spese per la campagna e per la sua precedente affiliazione al Partito Repubblicano.
Come concorrente sceso in ritardo nella competizione, Bloomberg ha saltato le prime quattro primarie e caucus di stato. Ha speso 676 milioni di dollari della sua fortuna personale per le primarie, stabilendo un record. La sua campagna ha coperto il paese con annunci pubblicitari in televisione e via cavo, Internet, radio e direct mail. Bloomberg ha anche investito molto nella struttura organizzativa con 200 uffici sul campo e più di 2.400 impiegati. I sondaggi d'opinione a livello nazionale gli avevano dato attorno al 15%, ma sono rimasti stagnanti se non calati prima del Super Tuesday. Bloomberg ha deciso di ritirarsi dalla corsa il 4 marzo 2020 dopo un deludente Super Martedì in cui ha vinto solo nelle Samoa americane. Ha appoggiato l'ex vicepresidente Joe Biden.

## Vita privata
Si è sposato nel 1975 con Elisabeth Barbara Brown, cittadina inglese dello Yorkshire, nel Regno Unito. Dal matrimonio sono nate due figlie: Emma (nata nel 1979 e sposata con Christopher Frissora, figlio dell'uomo d'affari Mark Frissora) e Georgina (nata nel 1983): entrambe erano presenti in Born Rich, un film documentario sui figli dei più ricchi. Bloomberg ha divorziato dalla moglie nel 1993. Dal 2000 vive con l'ex sovrintendente bancario di New York, Diana Taylor. Possiede case alle Bermude, pilota un elicottero AW109 e, sebbene abbia frequentato la scuola ebraica, si considera laico. Da ragazzo è stato un radioamatore esperto nel codice Morse.
Ha aderito a "The Giving Pledge", una campagna per incoraggiare le persone estremamente ricche a contribuire con la maggior parte delle loro ricchezze a cause filantropiche.